# One Milkali (One Blood)
Promise de Voyager
One Milkali (One Blood) est une chanson du duo de musique électronique australien Electric Fields. Elle a été sélectionnée pour représenter l'Australie au Concours Eurovision de la chanson 2024.

## Composition et contexte
La chanson est composée et écrite par Michael Ross et Zaachariaha Felding (les deux membres du duo Electric Fields) et est produite par Electric Fields et Luke Million. Elle est publiée le 5 mars 2024 par le label Sony Music Australia.
Dans un communiqué de presse diffusé par le diffuseur australien SBS, le duo a déclaré que le titre de la chanson faisait référence au message de la chanson, qui prône l'unité. Ils ont fait l'éloge de la culture aborigène australienne en déclarant : "La culture aborigène a une façon de gérer les situations... Il n'est pas nécessaire de sauter sur quelqu'un pour obtenir ce que l'on veut. Vous pouvez en fait dialoguer".
La chanson est écrite en anglais, mais comporte des lignes en yankunytjatjara. Selon  Zaachariaha Fielding, le yankunytjatjara a été ajouté pour rendre hommage à sa communauté de Mimili en Aṉangu Pitjantjatjara Yankunytjatjara (ou APY),.

## Concours Eurovision de la chanson

### Sélection interne
Le diffuseur australien SBS confirme officiellement sa participation à l'Eurovision 2024 le 5 décembre 2023. Le 15 février 2024, SBS a annonce avoir choisi en interne sa chanson et son représentant . Un extrait de la chanson a été diffusé deux jours avant sa sortie officielle afin de promouvoir la participation du pays. Le 5 mars, One Milkali (One Blood) est officiellement annoncée comme la chanson de l'Australie pour l'Eurovision 2024 et la chanson est révélée dans son intégralité.

### À l'Eurovision
Le 30 janvier 2024, le tirage au sort des demi-finales a eu lieu. L'Australie a participé en deuxième partie de la première demi-finale, à laquelle l'Allemagne, le Royaume-Uni et la Suède ont voté. Cependant, le pays n'a pas réussi à se qualifier pour la finale du 11 mai.